# Dinastíneos
Os dinastíneos (Dynastinae) são uma subfamília de besouros da família Scarabaeidae, conhecidos como besouro-rinoceronte, besouro-elefante, besouro-de-chifre e besouro-unicórnio, entre outros nomes, que também são utilizados para outras espécies de escaravelhos. São cerca de 1500 espécies de 220 gêneros distribuídos em todo o mundo, com maioria das espécies nativa nas américas.
Entre as espécies mais famosas deste grupo estão o besouro-hércules-verdadeiro (Dynastes hercules),  besouro-atlas-verdadeiro (Chalcosoma atlas),  besouro-elefante-verdadeiro (Megasoma elephas) e o besouro-rinoceronte-japonês ou kabuto (Allomyrina dichotoma). Outros exemplos são o "besouro-preto-chifrudo" (Enema pan), bastante comum em algumas regiões do Brasil, além do besouro-boi (Strategus aloeus), besouro-hércules-do-leste (Dynastes tityus), besouro-rinoceronte-asiático (Xylotrupes ulysses) e besouro-rinoceronte-europeu (Oryctes nasicornis).

## Caracterização

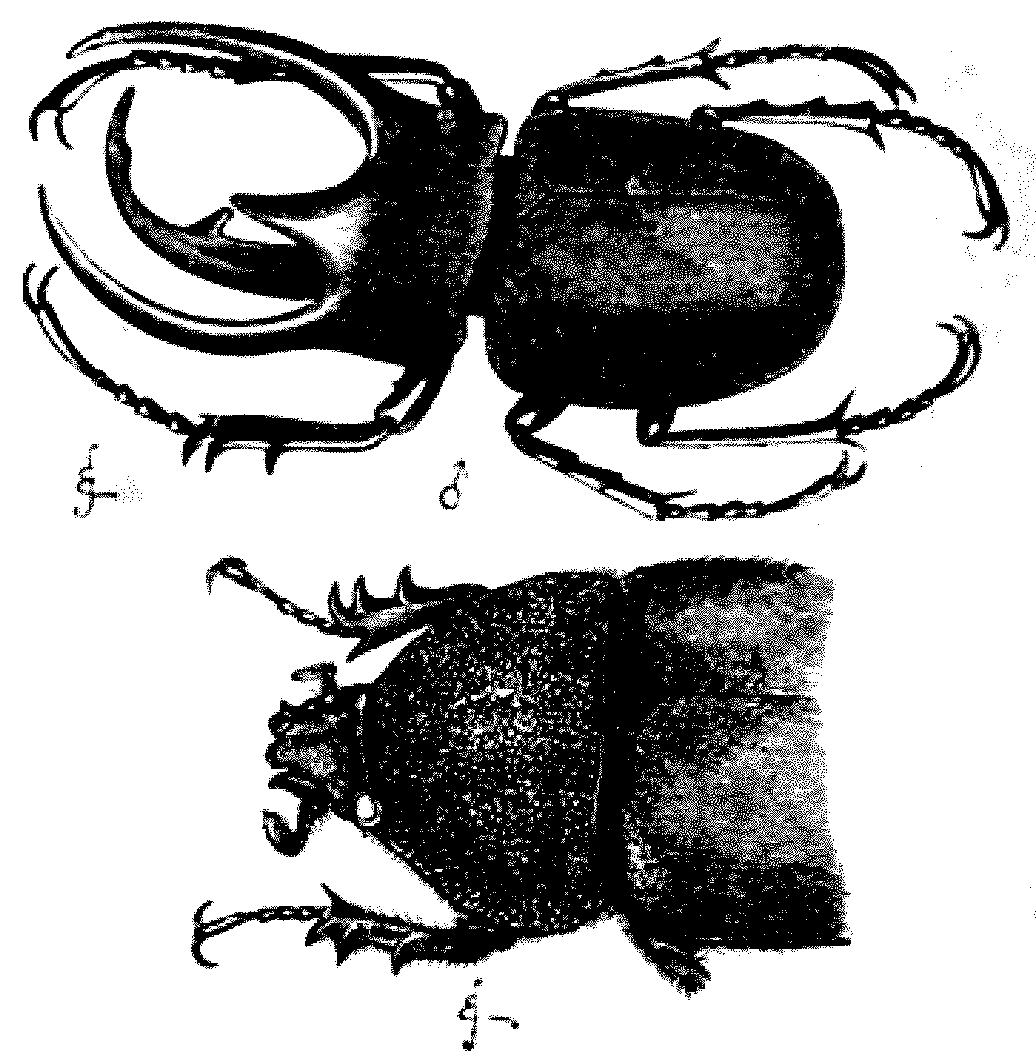
Ilustração mostrando a diferença entre macho (acima) e fêmea (abaixo) da espécie Chalcosoma atlas.

Os Dynastinae em geral têm o corpo robusto e podem medir de 4 milímetros a 16 centímentros, com algumas espécies entre os maiores de besouros do mundo. As cores geralmente são preta ou marrom claro, escuro ou avermelhado.
Mas a característica mais marcante do grupo são os chifres grandes exibidos pelos machos. O que ocorre em muitas espécies de Dynastinae, mas não em todas.  Nessas espécies, os chifres proporcionados pelo dimorfismo sexual dos machos são utilizados na luta contra outros machos durante a época de acasalamento e para escavar. O tamanho do chifre é um bom indicador de nutrição e saúde física.
Algumas espécies têm alegadamente levantado até 850 vezes o seu próprio peso. Assim, se os humanos fossem tão fortes quanto este besouro, poderiam erguer 15 elefantes - um peso equivalente a 60 toneladas.

## Hábitos

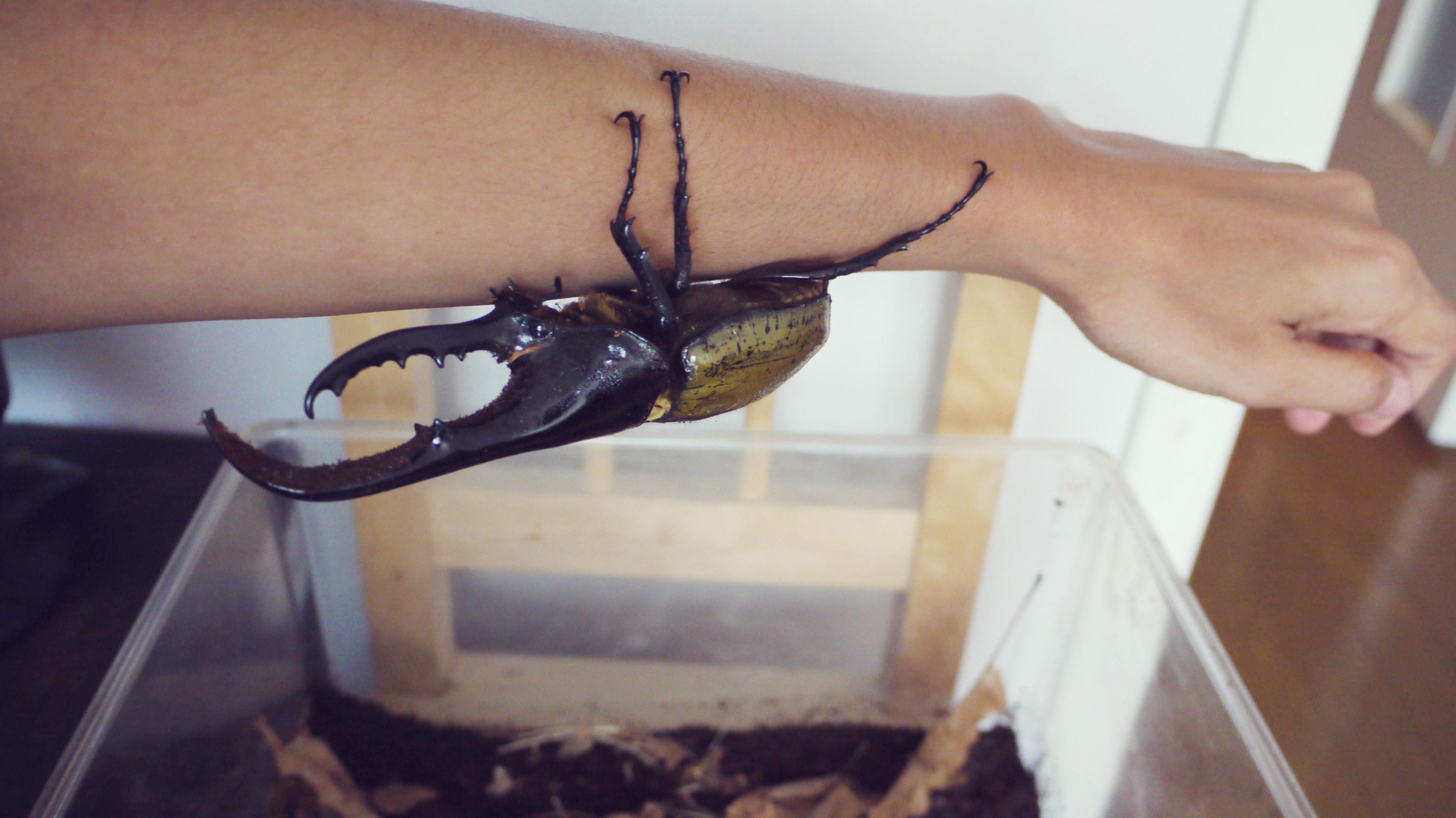
Besouro-hercules adulto, criado como animal de estimação.

A maioria das espécies é benéfica, com larvas que consomem a matéria orgânica e funcionando como recicladores de nutrientes nos ecossistemas. Algumas poucas espécies são consideradas pragas agrícolas, como Oryctes rhinoceros e Cyclocephala. Outras, são utilizadas como animais de estimação exóticos, como os besouros-hércules. Certas espécies são consideradas ainda alimentos por populações tradicionais, especialmente as larvas.
Vivem cerca de 2 a 10 meses, mas algumas espécies podem chegar até dois anos de vida, a exemplo de Dynastes tytius.
Adultos da maioria das espécies têm hábitos noturnos ou crespúsculares, sendo atraídos facilmente por luzes artificiais durante a noite.

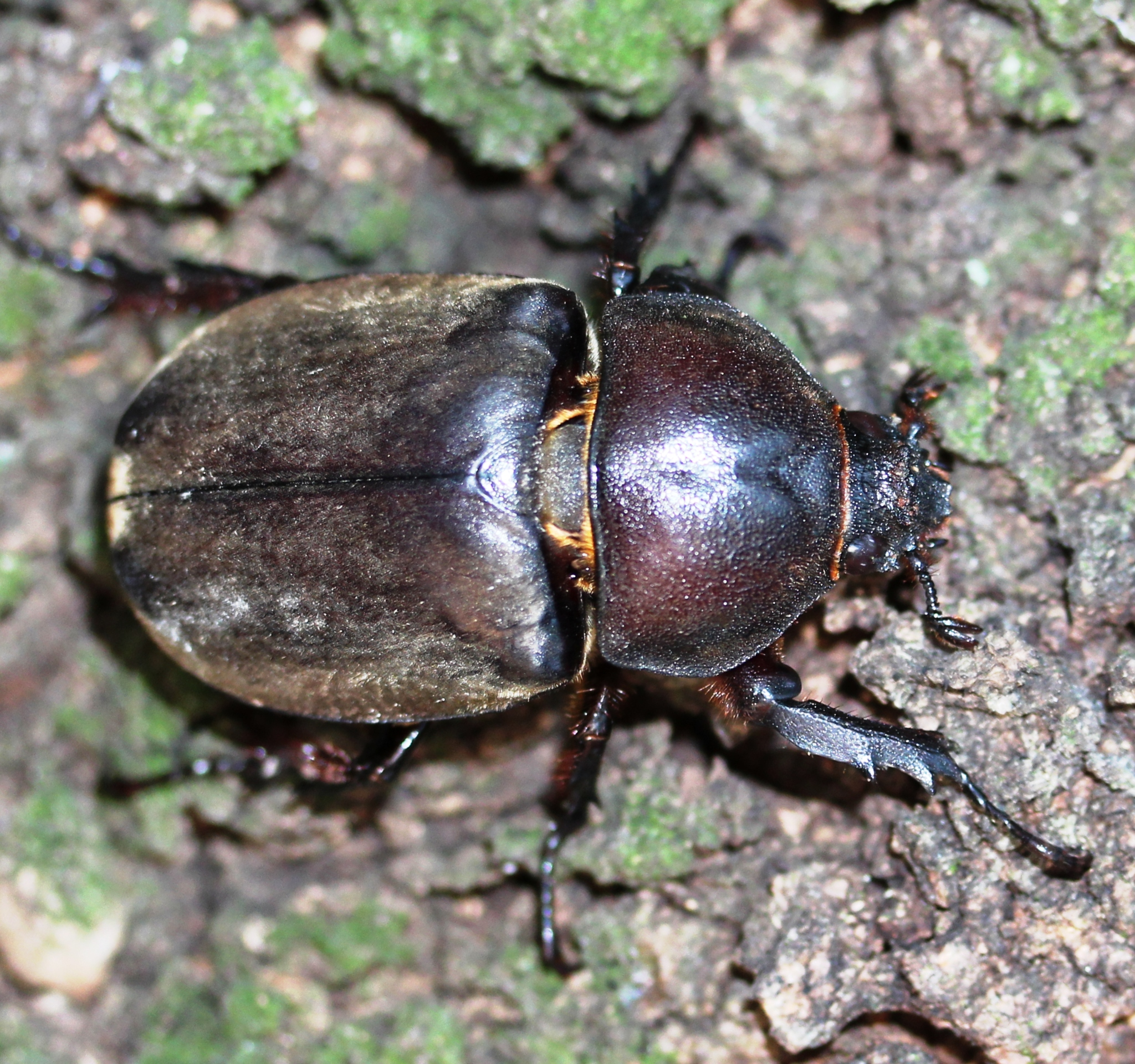
Besouro rinoceronte fêmea

## Alimentação
Dependendo da espécie, os adultos se alimentam de folhas, seiva de árvores, frutas, pólen e flores. Já as larvas podem ser herbívoras, se alimentando de raízes, troncos, sementes ou decompositoras, se alimentando de troncos podres e outros tipos de matéria orgânica vegetal em decomposição.

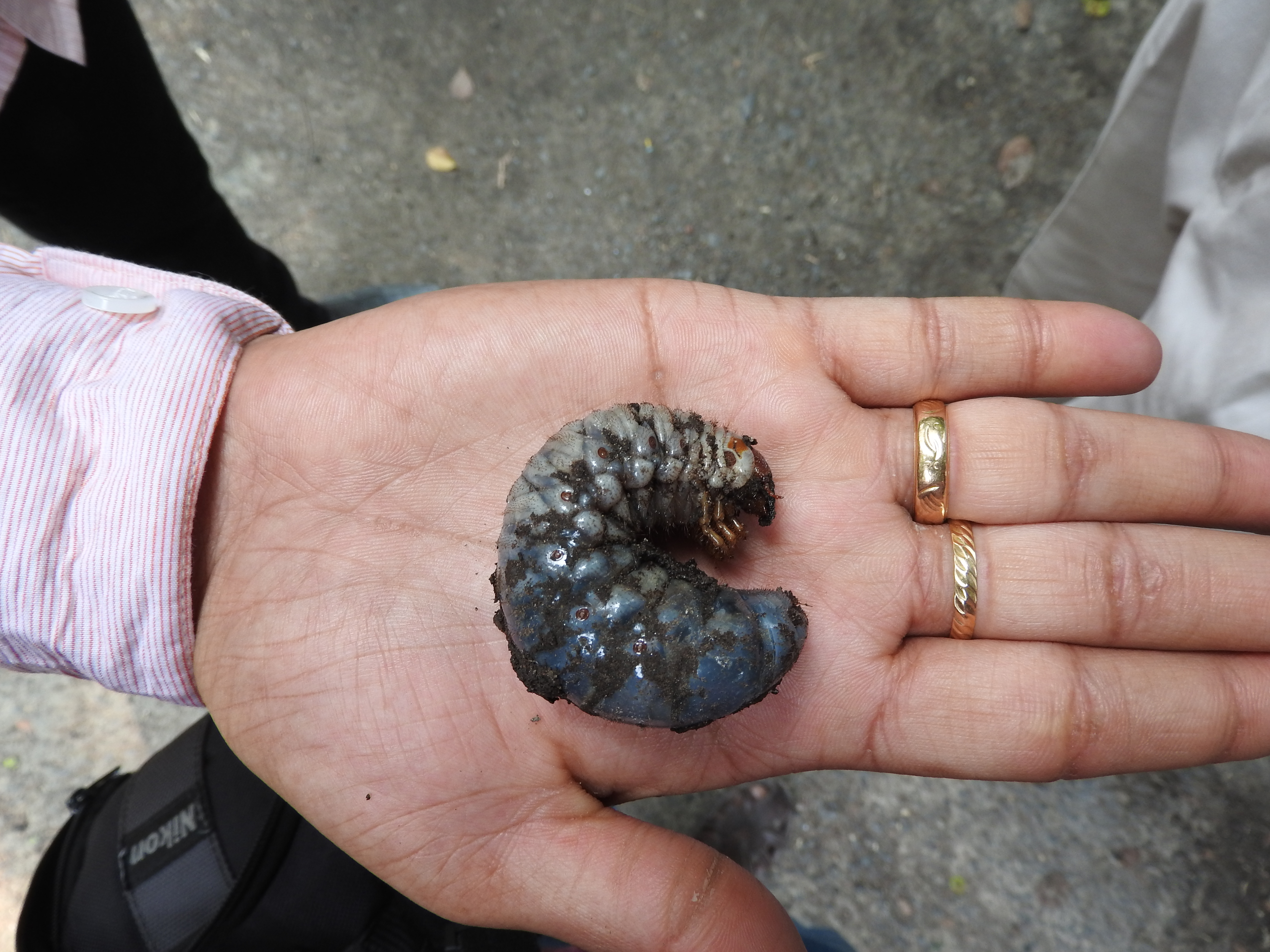
Larva de besouro Dynastinae, com alimentação de matéria orgânica vegetal em decomposição.
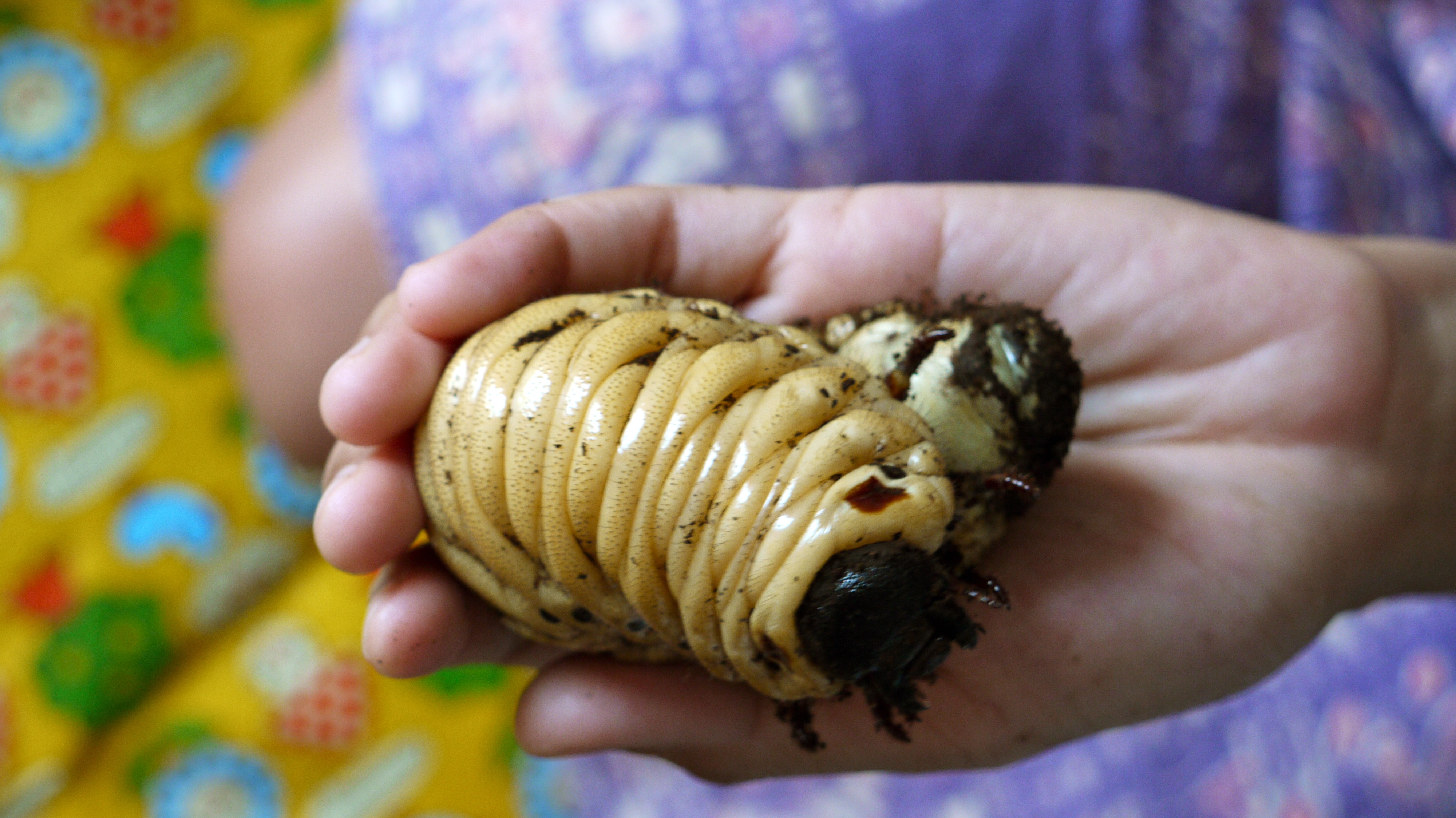
Larva gigante de besouro-hercules, um dos maiores insetos do mundo.
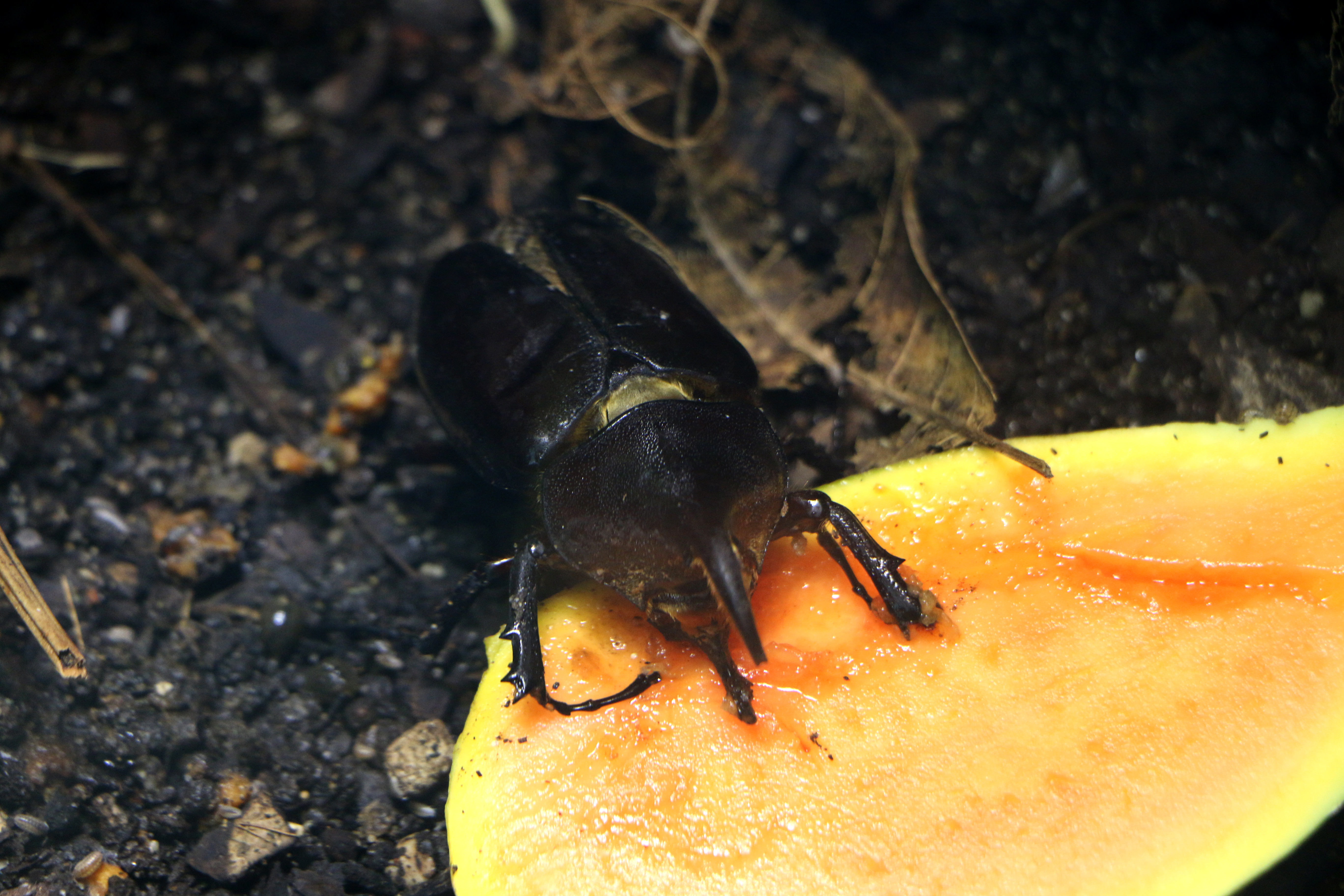
Dinastíneo adulto, se alimentando de fruta.
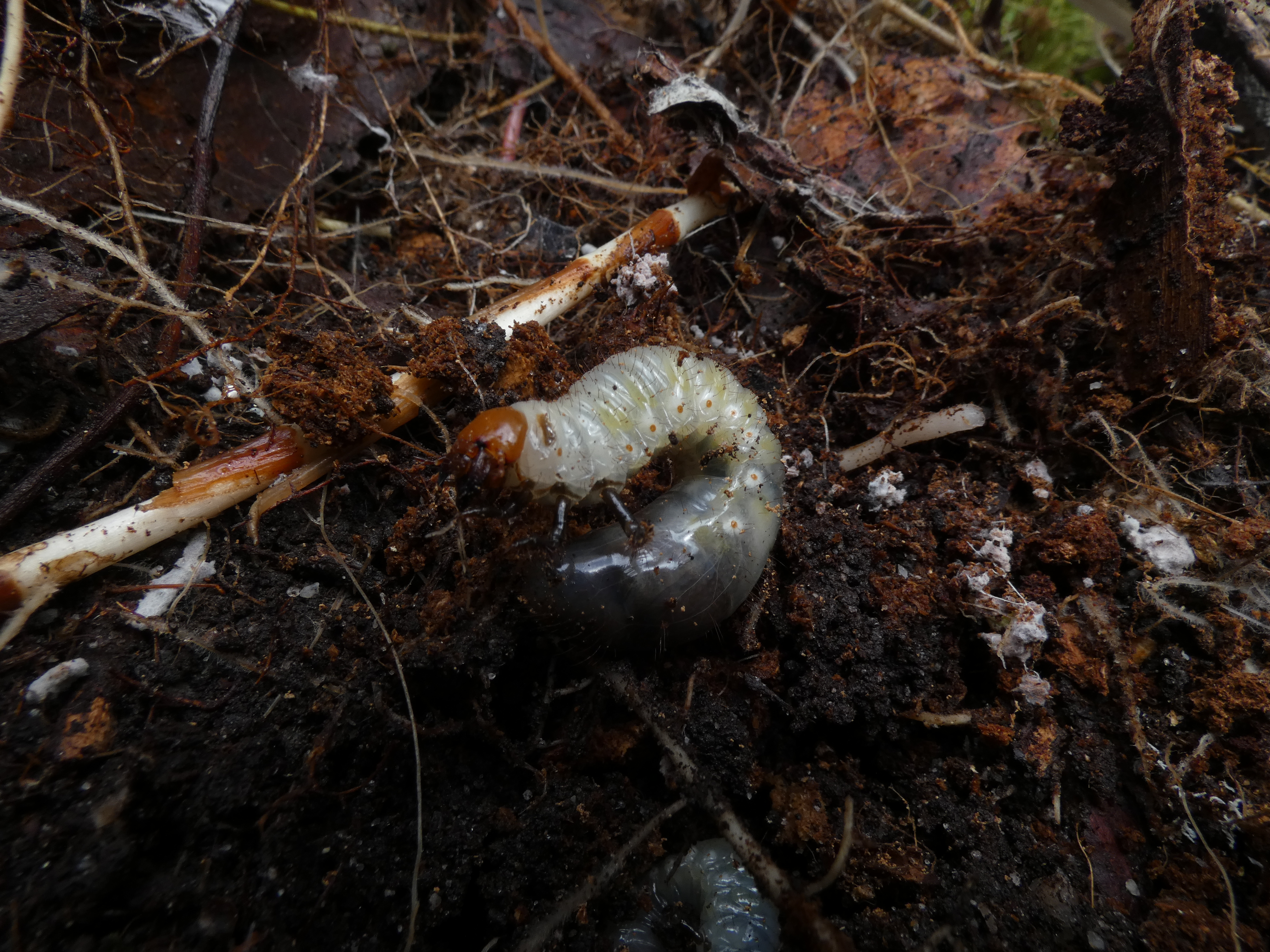
Larva de besouro rinoceronte

## Diversidade de espécies
Abaixo é apresentada uma amostra da diversidade de escaravelhos Dynastinae, com o nome do gênero ou espécie :

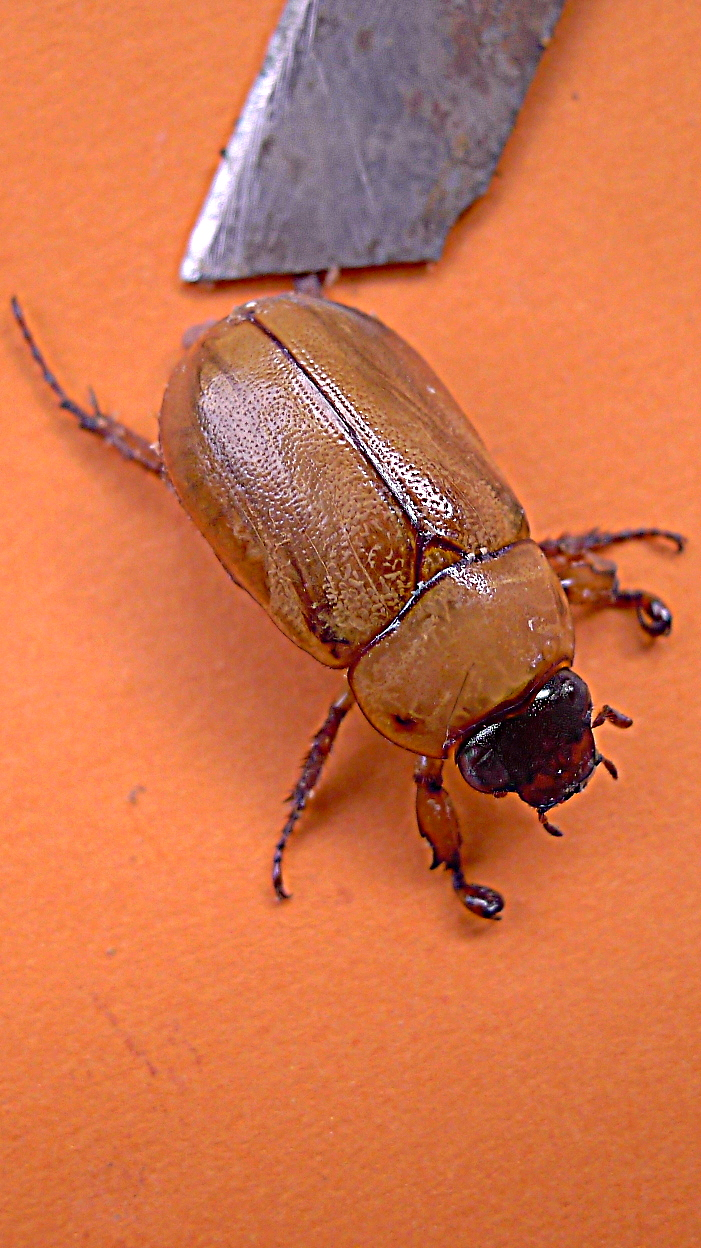
Cyclocephala sp.: gênero presente no Brasil
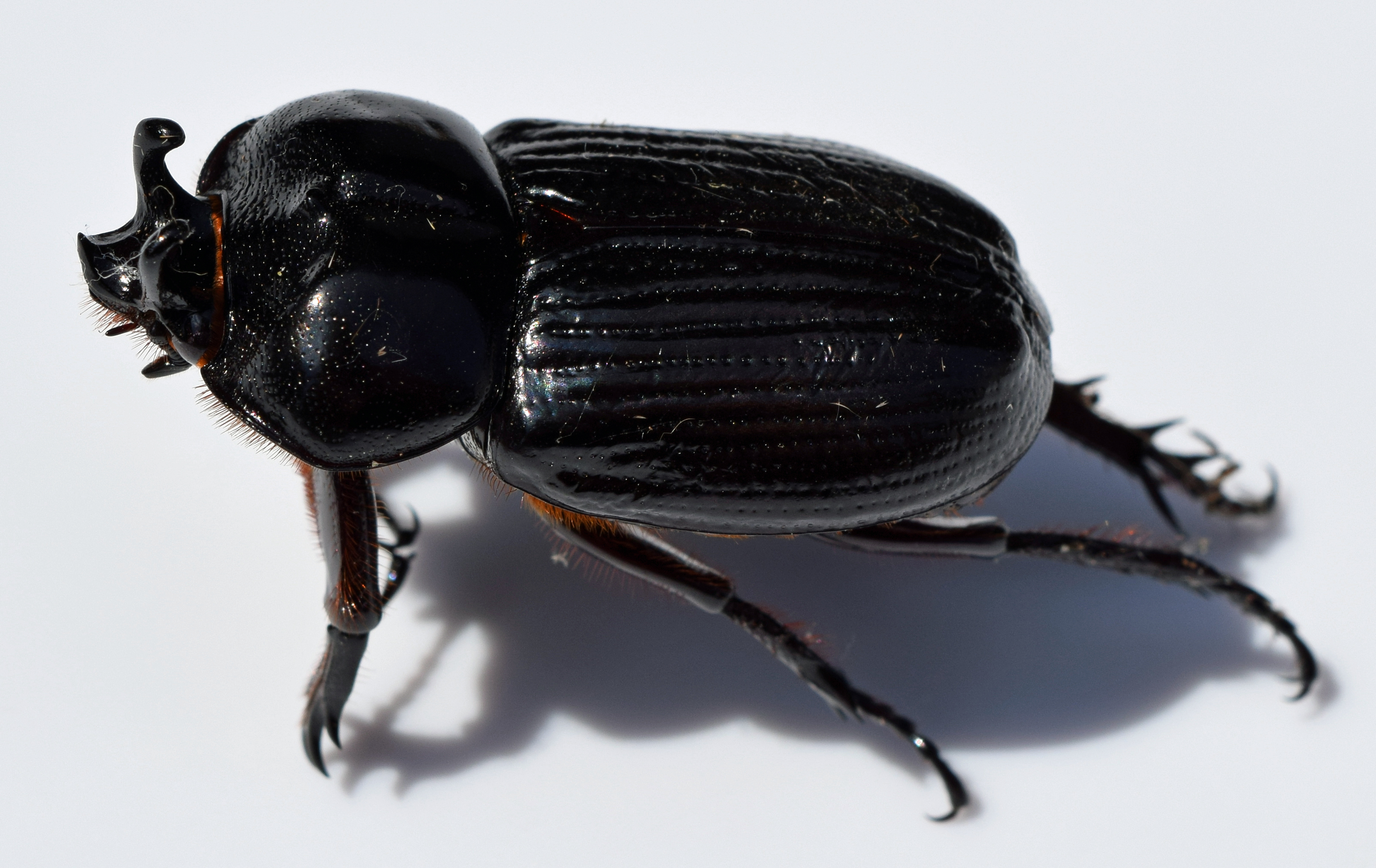
Phileurus truncatus
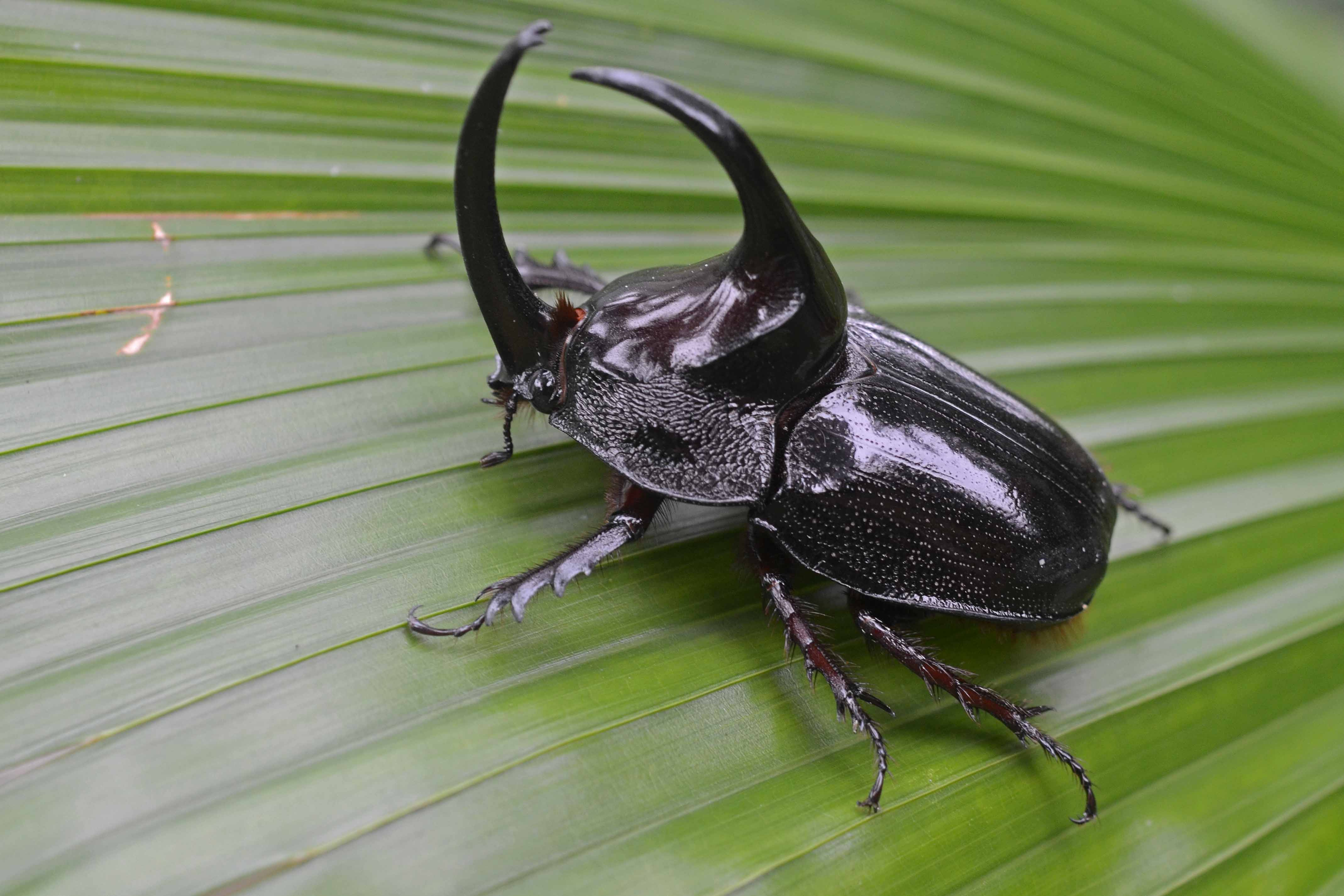
Enema pan: espécie presente no Brasil
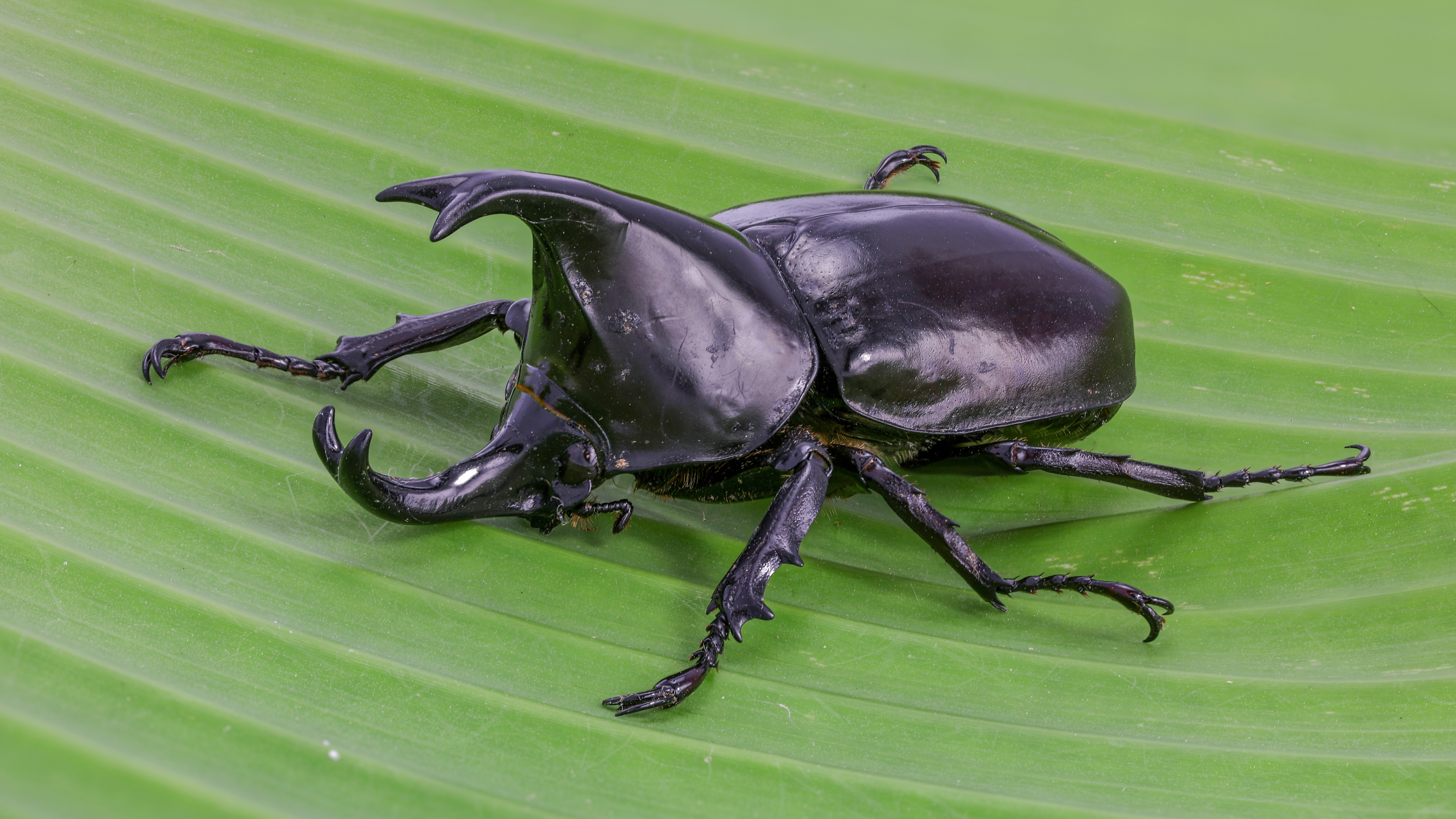
Xylotrupes socrates
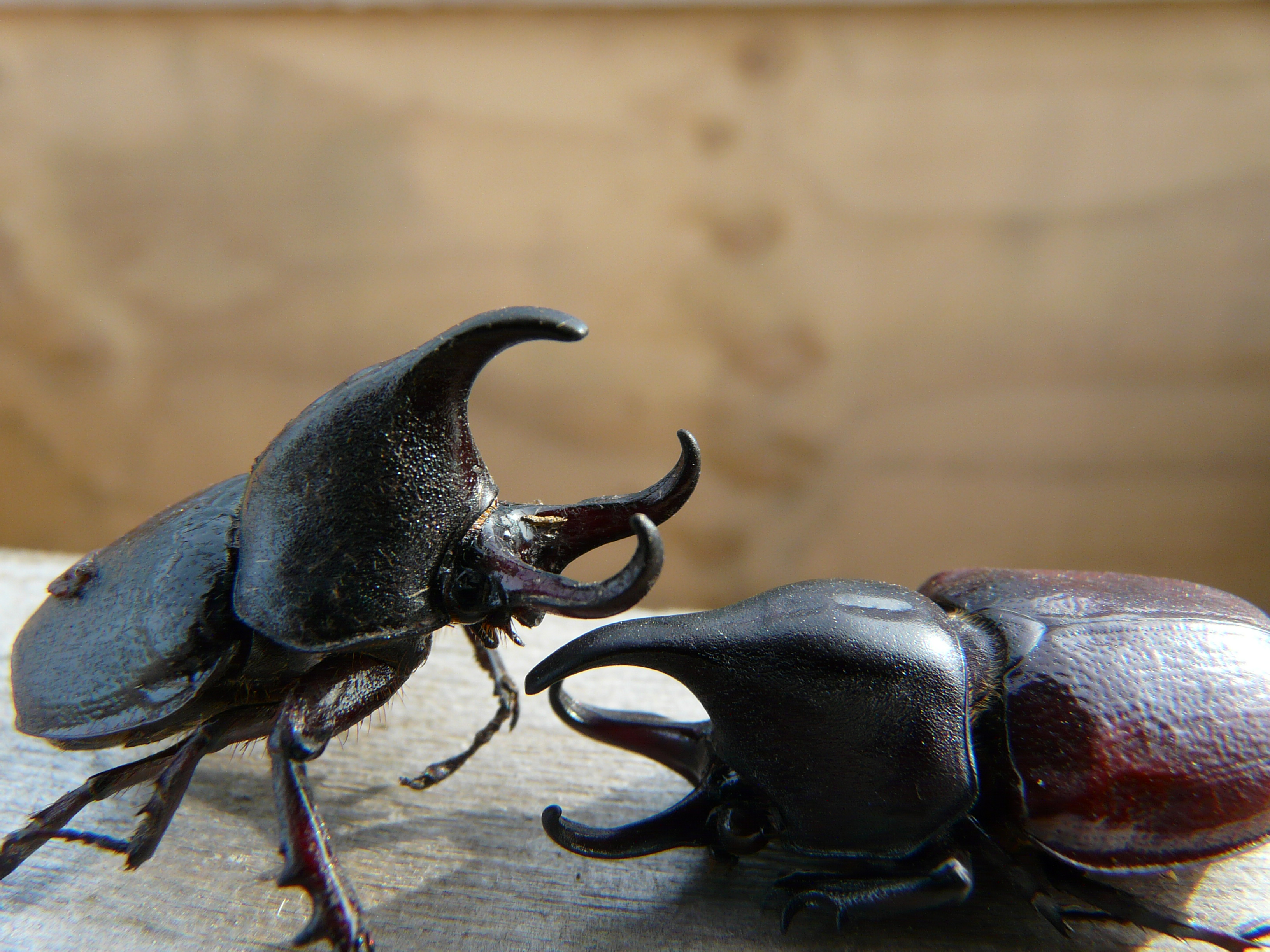
Aegopsis sp.
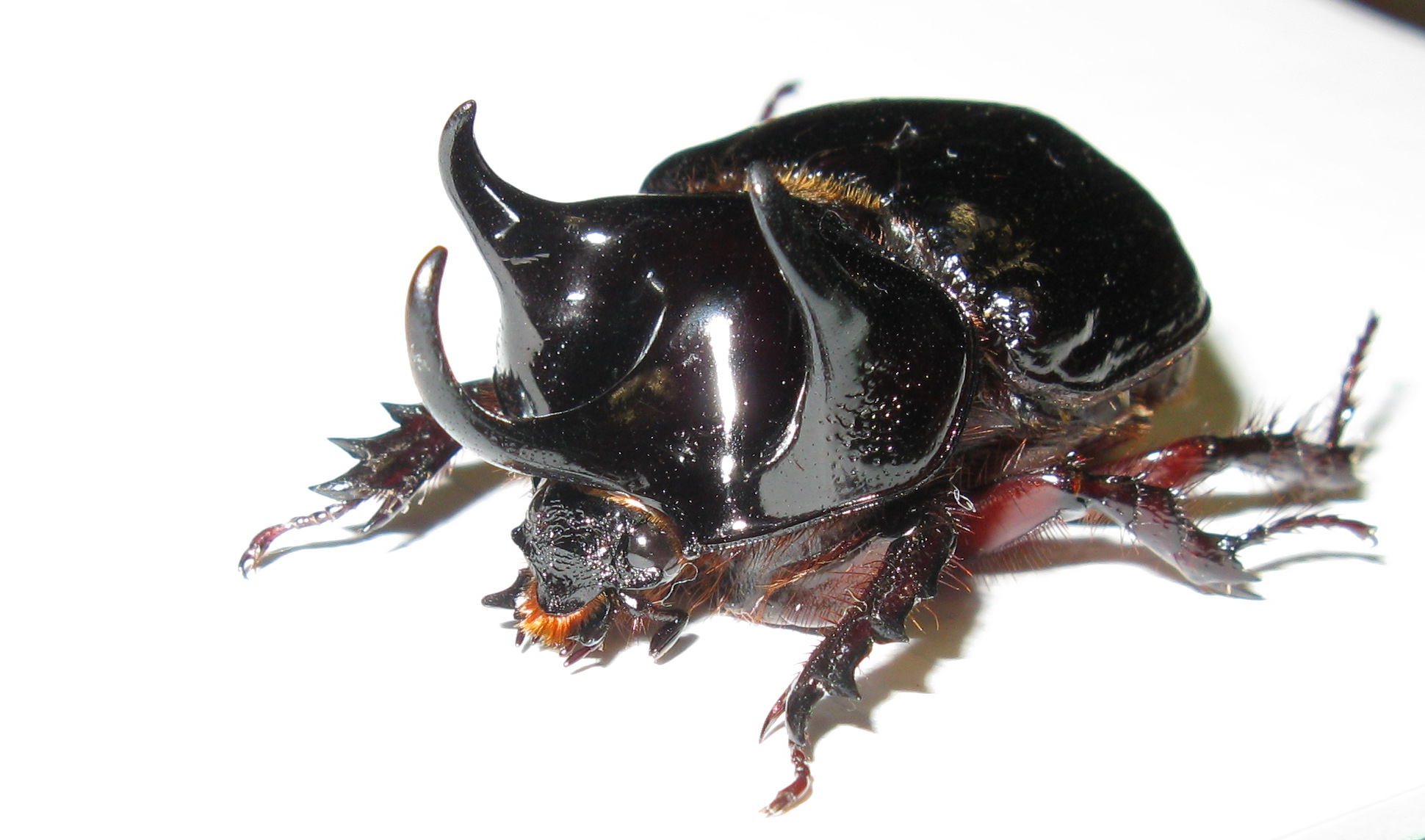
Strategus antaeus
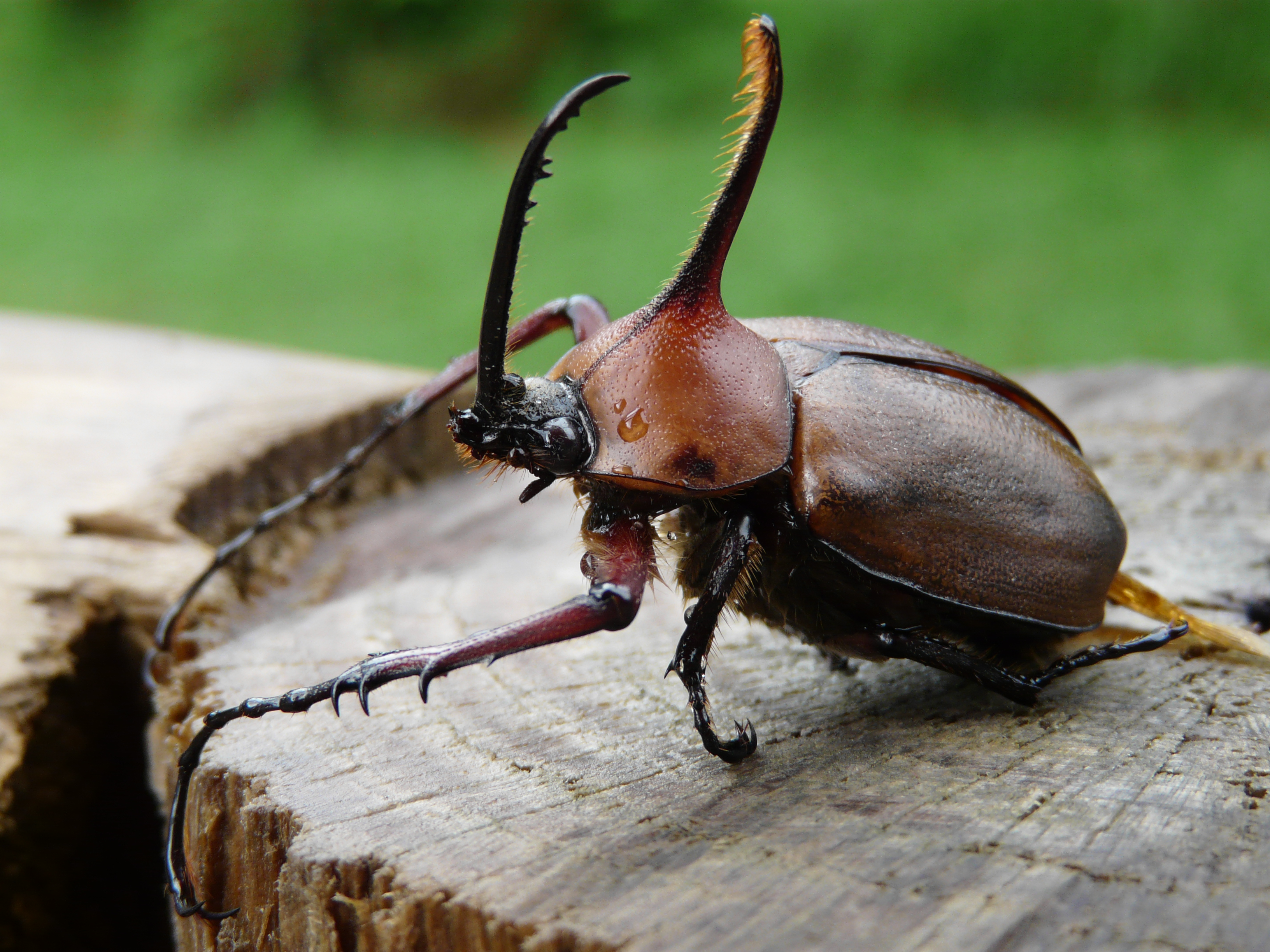
Golofa aegeon
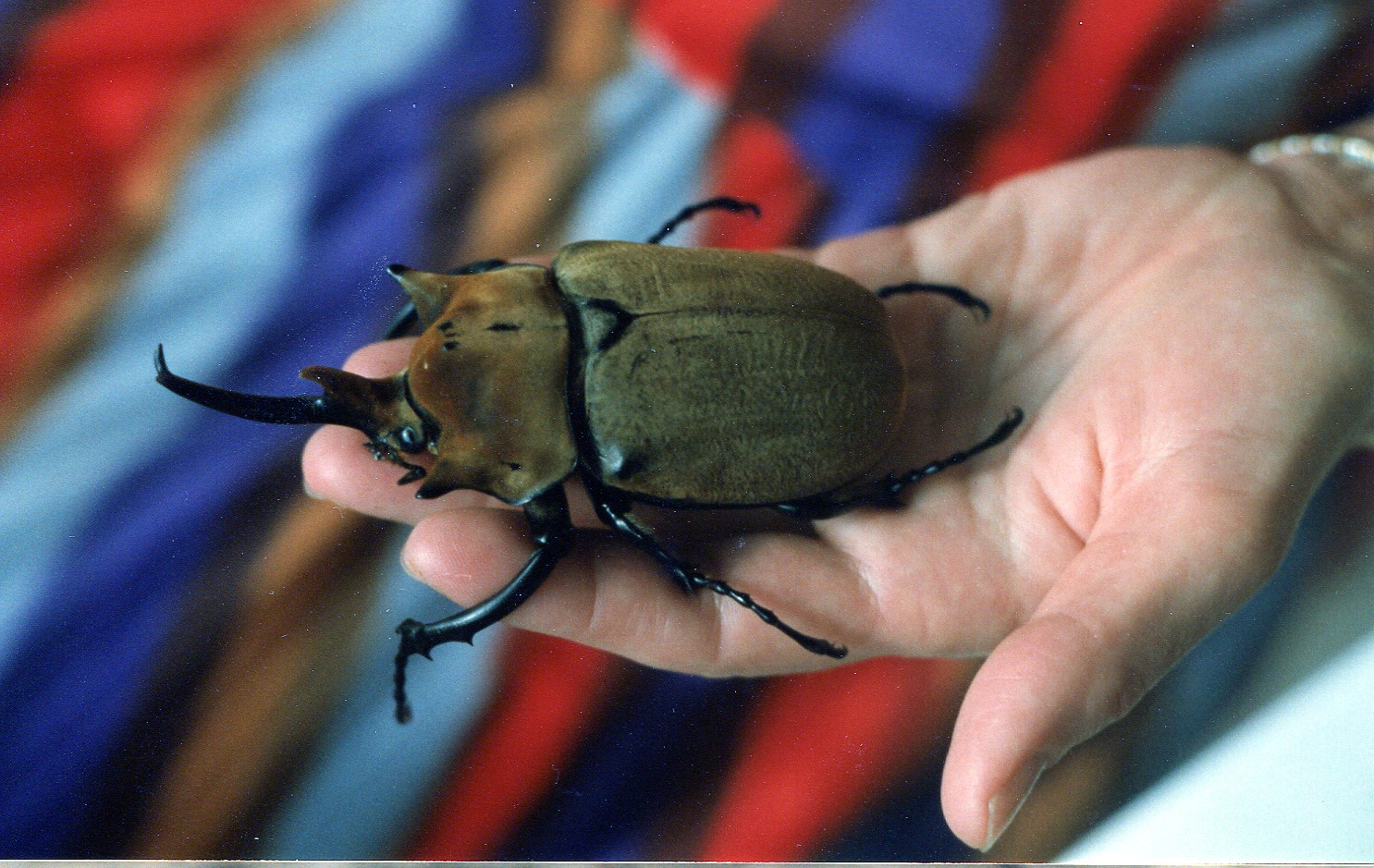
Megasoma elephas
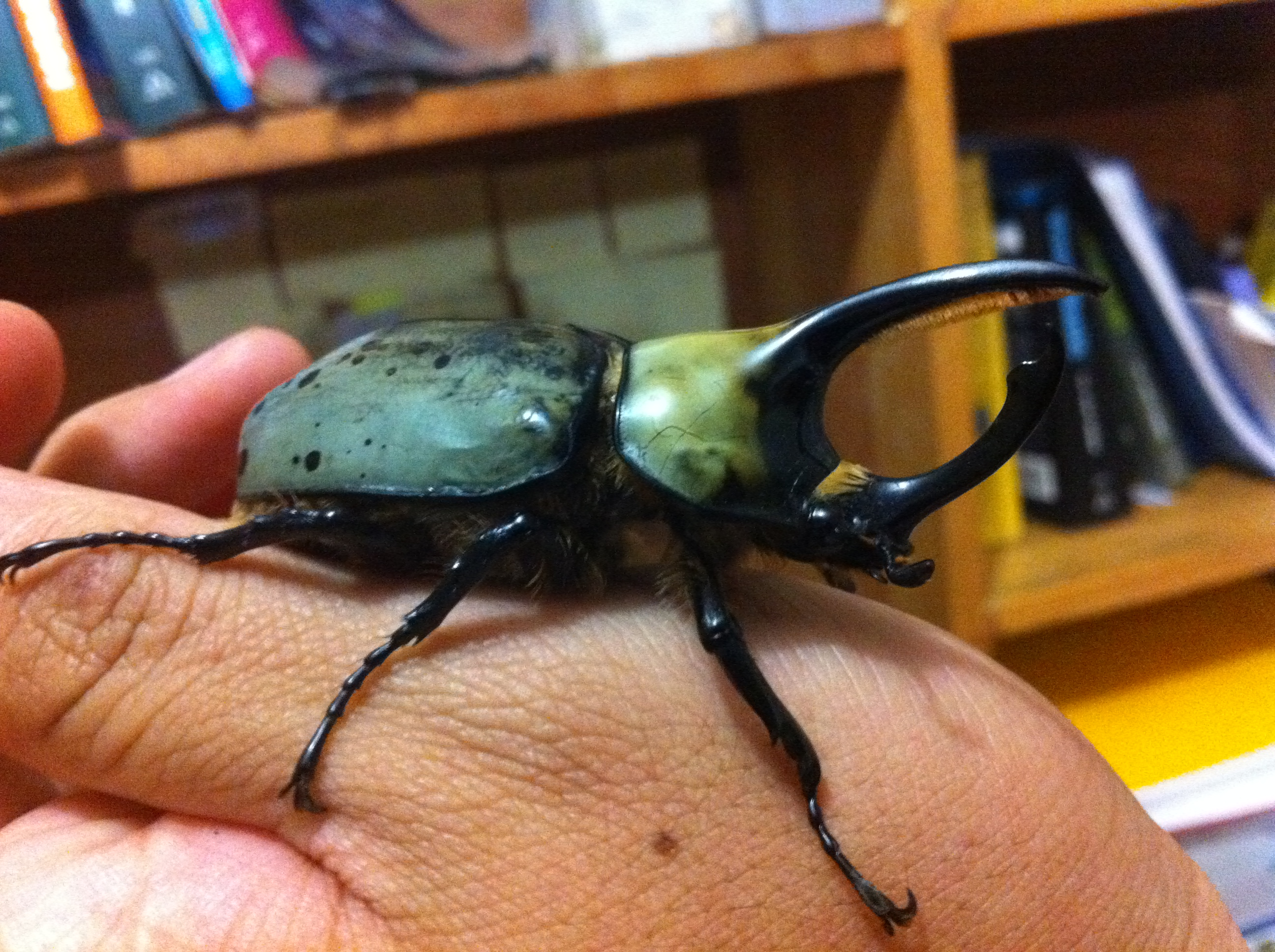
Dynastes grantii
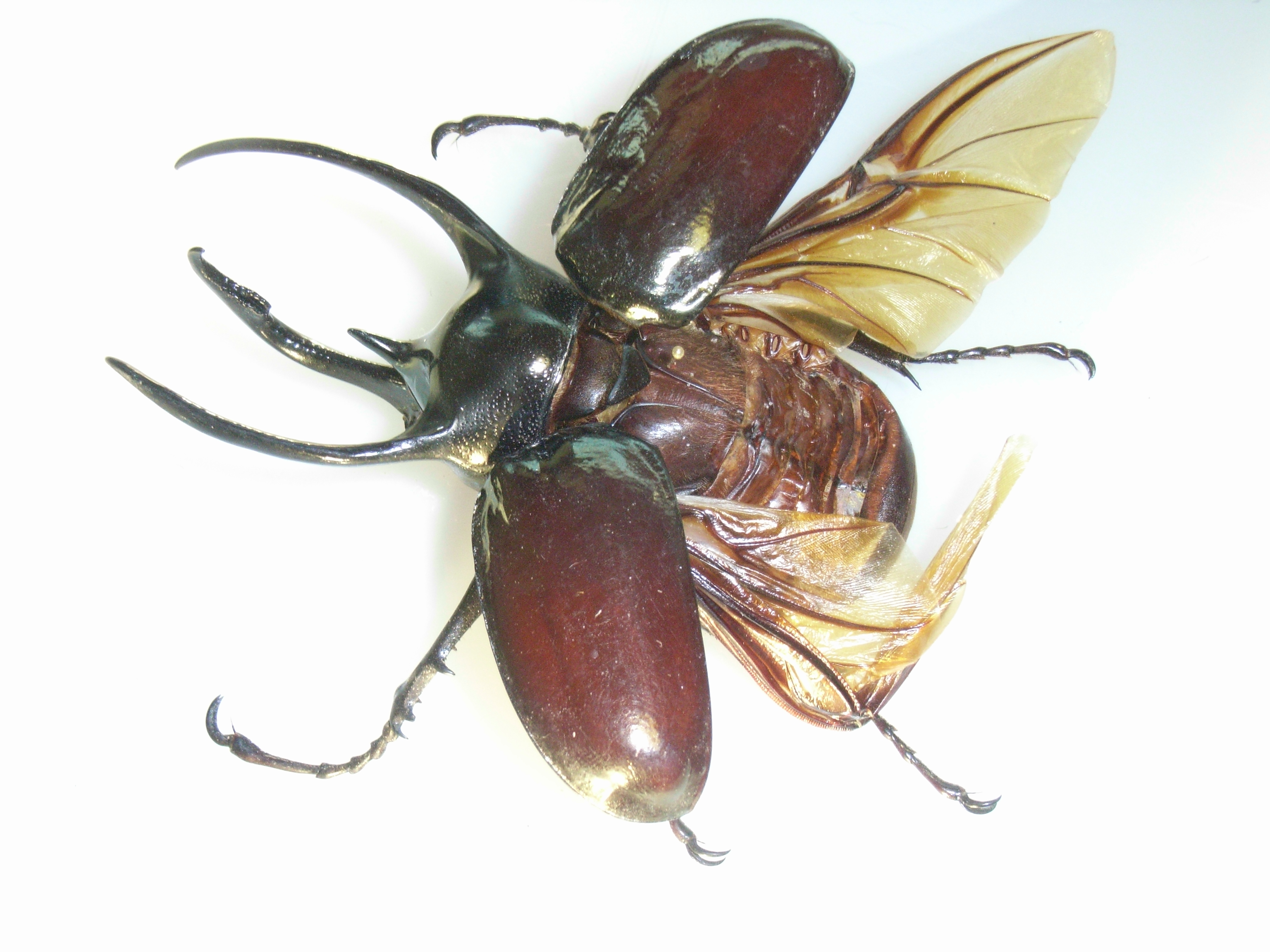
Chalcosoma atlas
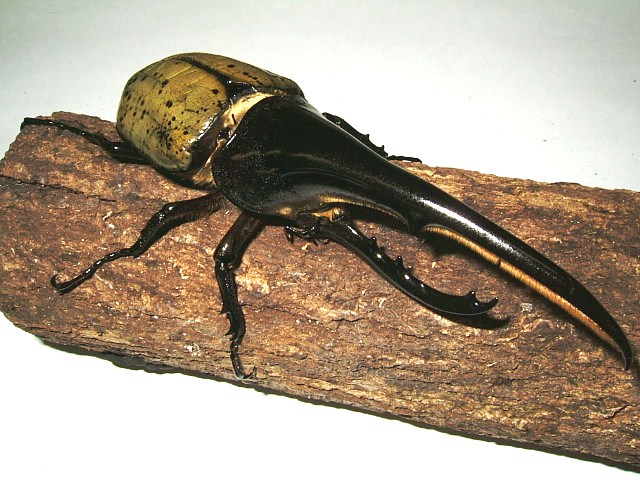
Dynastes hercules
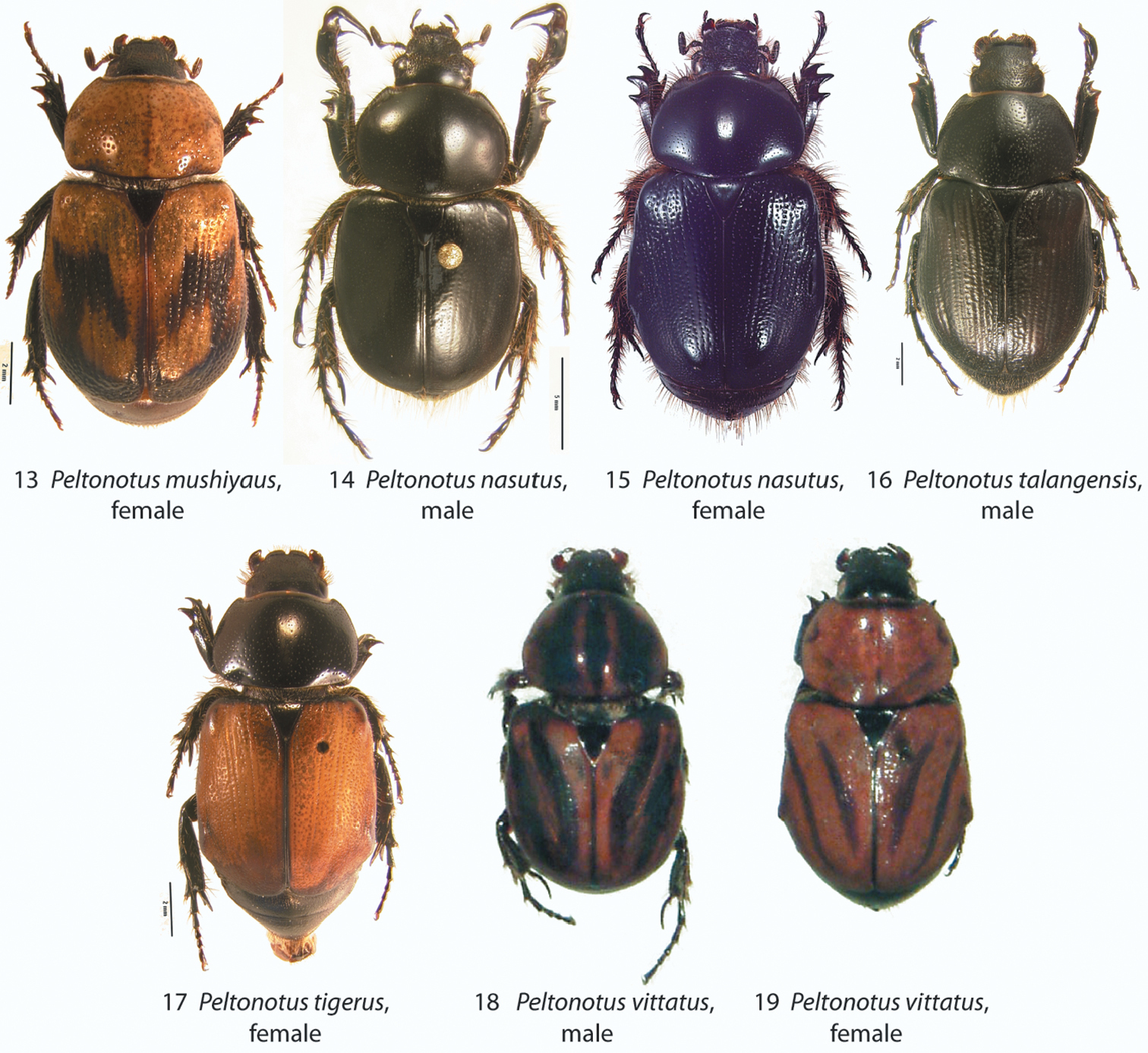
Peltonotus

## Classificação
Alguns cientistas consideram este grupo não como uma subfamília, mas sim como uma familia de besouros.
Abaixo seguem os principais gêneros e algumas espécies represetantivas de Dynastinae:
Agaocephalini Burmeister, 1847 (em disputa)
- Aegopsis
- Agaocephala

Cyclocephalini Laporte, 1840
- Cyclocephala

Dynastini MacLeay, 1819
- Allomyrina Arrow, 1911  (inclui Trypoxylus)
  - Allomyrina dichotoma – Besouro-rinoceronte-japonês
- Chalcosoma Hope, 1837
  - Chalcosoma atlas – Atlas beetle
  - Chalcosoma moellenkampi - Besouro Moellenkampi
  - Chalcosoma caucasus -  Besouro-do-cáucaso
- Dynastes Kirby, 1825
  - Dynastes hercules - Besouro-hércules-verdadeiro
- Eupatorus Burmeister, 1847
  - Eupatorus gracilicornis - Besouro-rinoceronte-de-cinco-chifres
  - Eupatorus siamensis - Besouro Eupatorus
- Megasoma Kirby, 1825
  - Megasoma mars
- Xylotrupes Hope, 1837
  - Xylotrupes gideon - Besouro-rinoceronte-siamês
  - Xylotrupes ulysses

Hexodontini (em disputa)
- Hexodon
- Hyboschema

Oryctini Mulsant, 1842
- Coelosis Hope, 1837
  - Coelosis bicornis
  - Coelosis biloba
  - Coelosis bourgini
  - Coelosis denticornis
  - Coelosis hippocrates
  - Coelosis inermis
  - Coelosis sylvanus
  - Coelosis wayuorum[5]
- Enema Hope,1837
  - Enema pan - Besouro-preto-chifrudo
- Heterogomphus Burmeister, 1847
- Megaceras Hope, 1837
  - Megaceras briansaltini
- Oryctes Illiger, 1798
  - Oryctes nasicornis – Besouro-rinoceronte-europeu
  - Oryctes rhinoceros – Besouro-rinoceronte-asiático
- Strategus Hope, 1837
  - Strategus aloeus – Besouro-boi
- Trichogomphus Burmeister, 1847

Oryctoderini
- Chalcocrates
- Oryctoderus

Pentodontini Mulsant, 1842
- Bothynus Hope, 1837
- Pentodon Hope, 1837
- Pericoptus Burmeister, 1847
- Thronistes Burmeister, 1847
- Tomarus Erichson, 1847

Phileurini Burmeister, 1847
- Homophileurus Kolbe, 1910
- Phileurus Latreille, 1807